# Aigua de Ribes
Aigua de Ribes és una marca comercial d'aigua mineral natural propietat de Fontaga S.A.
Procedeix de la deu situada a Ribes de Freser, Girona, Catalunya on és envasada des de 1917 en diferents formats.
És una aigua indicada per a dietes pobres en sodi i es comercialitza posant en relleu valors lligats al Pirineu, a la vida relaxada i al contacte amb la natura.
Aigua de Ribes col·labora amb Unicef des de 1997, ajudant a la potabilització d'aigua en zones necessitades.

## Composició química
| Sec         | 207 mg/l   |
| Bicarbonats | 163,5 mg/l |
| Sulfats     | 30,4 mg/l  |
| Clorurs     | 3,6 mg/l   |
| Calci       | 54,4 mg/l  |
| Magnesi     | 7,5 mg/l   |
| Sodi        | 4,9 mg/l   |
| Potassi     | 0,6 mg/l   |
| Nitrats     | 6,7 mg/l   |
| Fluor       | 0,1 mg/l   |
| Sílice      | 8,3 mg/l   |